# Square de la Paix
Le square de la Paix est un square du 20e arrondissement de Paris dans le quartier de Charonne.

## Situation et accès
Le site est accessible par le 17, rue du Commandant-L'Herminier.
Il est desservi par la ligne 1 à la station Saint-Mandé.

## Historique
Ce square a d’abord porté le nom de « square du Commandant-L’Herminier » à cause de sa proximité avec la rue éponyme.
Il était inclus dans la ZAC Porte-de-Vincennes.